# 八幡社 (さいたま市緑区)
八幡社（はちまんしゃ）は、埼玉県さいたま市緑区の神社。

## 歴史
創建年代は不明である。昔、綾瀬川の氾濫で高畑村（現・同市同区高畑）から神体が流れ着いたとも、近くの代山城落城の際に、城の守護神を移したものともいわれている。
「光福寺」が別当寺であった。光福寺は阿弥陀如来を本尊とする真言宗の寺院であったが、明治初期の神仏分離により、廃寺に追い込まれた。光福寺は寺子屋を営んでおり、廃寺後は小学校（現・さいたま市立野田小学校）が建てられている。
1873年（明治6年）、近代社格制度に基づく「村社」に列せられ、1908年（明治41年）の神社合祀により、「厳島社」が合祀された。

## 交通アクセス
- 路線バス浦和学院高校入口停留所より徒歩2分。